# استریو (فیلم ۱۹۶۹)
استریو (انگلیسی: Stereo) فیلمی در ژانر علمی–تخیلی به کارگردانی دیوید کراننبرگ است که در سال ۱۹۶۹ منتشر شد.